# Бранд мениджмънт
Бранд мениджмънтът е комуникационна функция в маркетинга, която включва анализ и планиране на позиционирането на бранда на пазара. Изключително важно за бранд мениджмънта е изграждането на активна взаимовръзка с целевия пазар. Материалните елементи на бранд мениджмънта включват самия продукт, неговата визия, цена, опаковка и т.н. Нематериалните елементи са преживяването, което продуктът оставя у клиента и също връзката между клиента и бранда. Ролята на бранд мениджъра е да ръководи всички тези неща.

## Дефиниции
През 2001 г. Хислоп определя брандинга като „процес по създаване на отношение или връзка между продукт на една компания и емоционалното възприятие на клиента с цел генериране на сегрегация с конкурентните фирми и изграждане на потребителска лоялност.“ През 2004 и 2008 г. Капферър и Келър респективно го определят като изпълнение на клиентските очаквания и съответно постигане на клиентска удовлетвореност.

## История
Произходът на брандинга може да бъде проследен до древни времена, когато майсторите често слагали свои индивидуални търговски марки върху своята продукция. Брандирането на притежаваните от египетските скотовъдци животни през 2700 г. пр.н.е. с цел избягване на кражби, може да бъде считана за най-ранната форма на брандиране в буквалния смисъл на думата. До известна степен повече от половината по-стари от 200-годишни компании се намират в Япония, печатите на голяма част от японския бизнес са източно азиатска форма на търговска марка. На Запад винарната Staffelter Hof, датираща от около 862 г. все още произвежда вино под същото име. През 1266 г. законът задължава английските пекари да поставят специален символ върху всеки продукт, който продават. Брандингът става по-широко разпространен през 19 век, по време на индустриалната революция и с развитието на нови професионални области като маркетинга, масовото производство и бизнес мениджмънта. Брандирането е начин за различаване на продукта от останалите стоки и затова употребата му се увеличава с всеки напредък в транспорта, комуникациите и търговията.
Счита се, че началото на съвременната дисциплина „Бранд мениджмънт“ е поставено на известно събитие на Procter & Gamble от Neil H. McElroy.
Според класацията на Interbrand за 2014 г. ТОП 10 световни бранда са Apple, Google, Coca-Cola, IBM, Microsoft, General Electric, Samsung, Toyota, McDonald's и Mercedes-Benz. Фактът, че челните позиции си поделят представители на пазарите стоки/хранителни услуги и технология не е случаен: и двата сектора разчитат на продажби към краен потребител, който се влияе от фактори като чистота/качество или надеждност/стойност респективно за всеки отрасъл. Поради тази причина индустрии като селското стопанство (фирми продаващи към бизнес клиенти), студентските заеми (поддържащи връзка предимно с училищни организации, отколкото с директния заемополучател) и енергийни дружества (където обикновено се наблюдава монополизиране на пазара) имат по-малко изтъкнат и по-слабо разпознаваем брандинг. Още повече, стойността на бранда е не просто неясно чувство за привлекателност на марката сред потребителите, а реално измерима количествена величина според общоприетите счетоводни принципи. Също така, компаниите стриктно защитават своите търговски марки, включително и по съдебен път при открити нарушения.
| Позиция | Лого | Бранд         | Стойност ($m) |
| 1       |      | Apple         | 178,119       |
| 2       |      | Google        | 133,252       |
| 3       |      | Coca-Cola     | 73,102        |
| 4       |      | Microsoft     | 72,795        |
| 5       |      | Toyota        | 53,580        |
| 6       |      | IBM           | 52,850        |
| 7       |      | Samsung       | 51,808        |
| 8       |      | Amazon        | 50,338        |
| 9       |      | Mercedes-Benz | 43,400        |
| 10      |      | G.E.          | 43,130        |

Съвременният бранд мениджмънт се сблъсква също и с юридически въпроси като „генерализиране на марката“. Пример за такова е всеобщото използване на думата „ксерокс“, съдържаща името на доминиращия на пазара производител на фото копирни машини „Xerox“, като нарицателно за такава машина, независимо дали тя е с тази търговска марка или не. Ако „ксерокс“ бъде официално приета за друго название на този тип техника, конкурентите на компанията могат по съдебен път, лесно да докажат своето право да произвеждат „ксерокс“ машини. Въпреки това, достигането на такова ниво на доминация на пазара е само по себе си триумф на бранд мениджмънта и типично включва сериозни печалби.

## Ориентация към бранда
Бранд ориентацията се отнася до „степента, до която организацията цени своите марки и насочване на нейните действия към изграждане на възможности за тяхното развитие“ (Bridson & Evans, 2004). Това е преднамерен подход за вътрешна и външна работа с бранда. Най-важната двигателна сила за този увеличен интерес в изграждането на силни брандове е ускоряващото темпо на глобализацията. Като резултат ситуацията на много пазари е по-ожесточена от всякога конкуренция. Превъзходството на даден продукт само по себе си вече не е достатъчна гаранция за неговия успех. Жизненият път на продукта е изключително скъсен от бързото технологично развитие и скоростта, с която имитациите се появяват на пазара. Вследствие от това свързаните с продукта конкурентни предимства рискуват лесно да се превърнат в предпоставки за успех на конкурентите. Поради тази причина все повече компании търсят други, по-трайни инструменти като търговските марки.